# Коломиец, Оксана Леонидовна
Окса́на Леони́довна Коломи́ец (13 марта 1946, Москва — 22 апреля 2024, Москва) — советская и российская учёный-цитогенетик, изучавшая ультраструктурное строение мейотической хромосомы . Автор более 250 научных публикаций. Результаты её исследований, касающихся строения мейотического синаптонемного комплекса, обобщены в монографии. Заведующая лаборатории цитогенетики Института общей генетики им. Н. И. Вавилова с 2006 года. Доктор биологических наук, профессор.

## Научный вклад
Оксана Леонидовна Коломиец являлась пионером использования в СССР электронной микроскопии при изучении мейоза. Благодаря совершенному владению методом тотальных синаптонемных комплексов, распластанных после гипотонического шока, О. Л. Коломиец смогла провести кариотипирование мейотических клеток у различных эукаритотических организмов, при различных патологиях у человека, при мутагенных воздействиях у человека и у других организмов.
Профессор Коломиец впервые применила метод спредирования и исследовала распластанные ядра (спреды) микроспороцитов ячменя Hordeum vulgare , пшеницы Triticum aestivum и (параллельно с  Rasmussen S. W. ) сперматоцитов тутового шелкопряда Bombyx mori . Исследования Коломиец с соавторами не выявил нарушения мейотических хромосом и других репродуктивных функций у крыс после 7-дневного космического полета на биоспутнике "Космос-1667" .

## Педагогическая деятельность
Коломиец проводила семинары и практические занятия по теме «Метод анализа хромосомных перестроек на основе синаптонемных комплексов» для студентов кафедры генетики МГУ. Под её руководством было защищено 7 кандидатских диссертаций.